# Paul Kimmage
Paul Kimmage (Dublin, 7 mei 1962) is een voormalig Iers wielrenner en journalist voor The Sunday Times.

## Biografie

### Wielerloopbaan
Kimmage heeft een korte profcarrière gehad en heeft nooit een zege bij de profs geboekt. Bij R.M.O. is hij onder andere ploeggenoot geweest van bolletjestrui-winnaar Thierry Claveyrolat. Bij Fagor was hij ploeggenoot van onder anderen Ronde van Frankrijk-winnaar Stephen Roche, die eveneens uit Ierland komt.

### Rel met Lance Armstrong
In Californië na afloop van de Ronde van Californië 2009 waar Lance Armstrong zijn comeback maakte in 2009 stelde Kimmage, thans journalist voor The Sunday Times, Armstrong de vraag (naar aanleiding van Armstrong, die gepakte wielrenners in zijn team opnam): Wat hebben die dopinggebruikers wat jij zo bewondert? (What is it about these dopers you seem to admire so much?). Hij stelde deze vraag omdat Armstrong in eerste instantie een interview met hem weigerde. In deze persconferentie reageerde Armstrong door aan te geven dat Paul Kimmage had gezegd: Mensen, de kanker is vier jaar in remissie geweest, maar onze kanker is nu terug (The cancer in this sport. For two years, this sport has been in remission. And now, the cancer's back), waarmee hij doelde op Armstrongs terugkeer in de wielersport.

## Resultaten in voornaamste wedstrijden
| Jaar | Ronde van Italië | Ronde van Frankrijk | Ronde van Spanje |
| ---- | ---------------- | ------------------- | ---------------- |
| 1986 |                  | 131e                |                  |
| 1987 |                  | opgave              |                  |
| 1989 | 84e              | opgave              |                  |

| Jaar | Amstel Gold Race | Luik-Bast.‑Luik |  | WK op de weg |
| ---- | ---------------- | --------------- |  | ------------ |
| 1986 | 22e              | 50e             |  |              |
| 1987 |                  | 52e             |  | 44e          |
| 1989 |                  |                 |  |              |

Wielerploegen van Paul Kimmage
Barteau ·
Castaing ·
Chappuis ·
Claveyrolat ·
Clerc · 
Colotti ·
Gauthier ·
Grewal · 
Huger ·
Kimmage ·
Le Bigaut ·
Mas · 
Mogore · 
Pedersen ·
Peillon ·
Ribeiro ·
Russenberger ·
Simon ·
Vallet ·
Vermote
Bibollet ·
Bincoletto ·
Chappuis ·
Claveyrolat ·
Colotti ·
Esnault · 
Grewal (tot 30/06) · 
Huger ·
Kimmage ·
Lavenu ·
Mas · 
Mogore · 
Pedersen ·
Peillon ·
Rault ·
Rezze ·
Ribeiro ·
Simon ·
Vallet ·
Vermote
Bibollet ·
Bölts ·
Chappuis ·
Claveyrolat ·
Colotti ·
Esnault · 
Kimmage ·
Lino · 
Mas · 
A. Pedersen ·
P. Pedersen ·
Pineau · 
Salomon ·
Rault ·
Rezze ·
Ribeiro ·
Simon ·
B. Vallet ·
P. Vallet ·
Vermote